# Luís Frade
Luís Frade (Río Tinto, Portugal; 11 de septiembre de 1998) es un jugador de balonmano portugués, que juega de pívot en el FC Barcelona. Es internacional con la selección de balonmano de Portugal.

## Clubes
| Club         | País     | Año         |
| ------------ | -------- | ----------- |
| Águas Santas | Portugal | 2015 - 2018 |
| Sporting CP  | Portugal | 2018 - 2020 |
| FC Barcelona | España   | 2020 - Act. |

## Palmarés

### FC Barcelona
- Supercopa de España de Balonmano (2): 2021, 2022
- Liga Asobal (4): 2021, 2022, 2023, 2024
- Copa Asobal (3): 2021, 2022, 2023
- Copa del Rey (4): 2021, 2022, 2023, 2024
- Liga de Campeones de la EHF (3): 2021, 2022, 2024
- Supercopa Ibérica (3): 2022, 2023, 2024